# Panaramitee-Stil

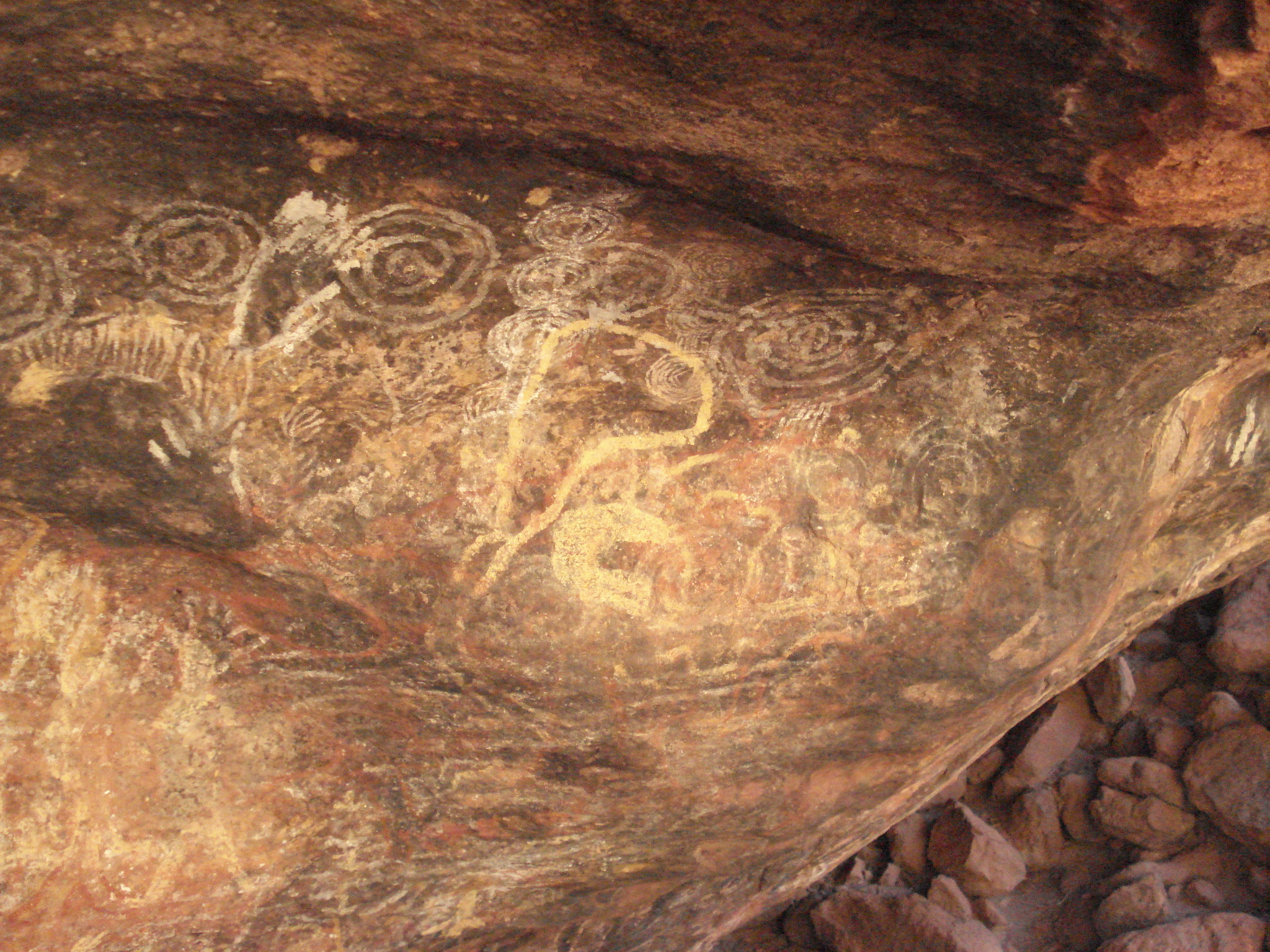
Felsritzzeichnung im Panaramitee-Stil am Uluru

Der Panaramitee oder Panaramitee-Stil (englisch: Panaramitee Rock Engravings) bezieht sich auf eine Form von Petroglyphen, also Felsritzzeichnungen, die in allen ariden und semi-ariden Gebieten Australiens vorkommt. Sie ist benannt nach der Panaramintee-Station, die etwa 320 Kilometer im Nordosten von Adelaide entfernt in South Australia liegt: Dort befinden sich zahlreiche Felsritzungen, die ausführlich wissenschaftlich beschrieben wurden.

## Stilrichtung
Auf dem Panaramitee-Gelände befinden sich Tausende von Felszeichnungen, die zum Teil nur 10 × 10 cm groß sind und Tier- und Vogelspuren, radiale und Linienformen in unterschiedlicher Größe und Gestaltung zeigen. Es gibt auch wenige menschliche Fußspuren, Punkteansammlungen, Figuren und beispielsweise Reptilien, die in den Fels geritzt wurden.
Die ältesten Formen werden auf ein Alter von 14.000 Jahren geschätzt und es wurde in einer Untersuchung festgestellt, dass etwa 62 Prozent der Ritzungen Spuren- und 34 Prozent geometrische Formen zeigen. Dieser Kunststil der Aborigines lässt sich auf diese zwei Grundformen zurückführen, die auch in anderen prähistorischen und traditionellen Aboriginekunstformen vorkommen und wird deshalb auch als Weg- und Zirkelstil bezeichnet.
In der Nähe der Panaramitee-Station befinden sich die meisten Felsritzungen in der Panaramitee Hill Group, am Panaramitee North, in den Rock Holes und am Salt Creek.